# ザ・ワールド・ファクトブック

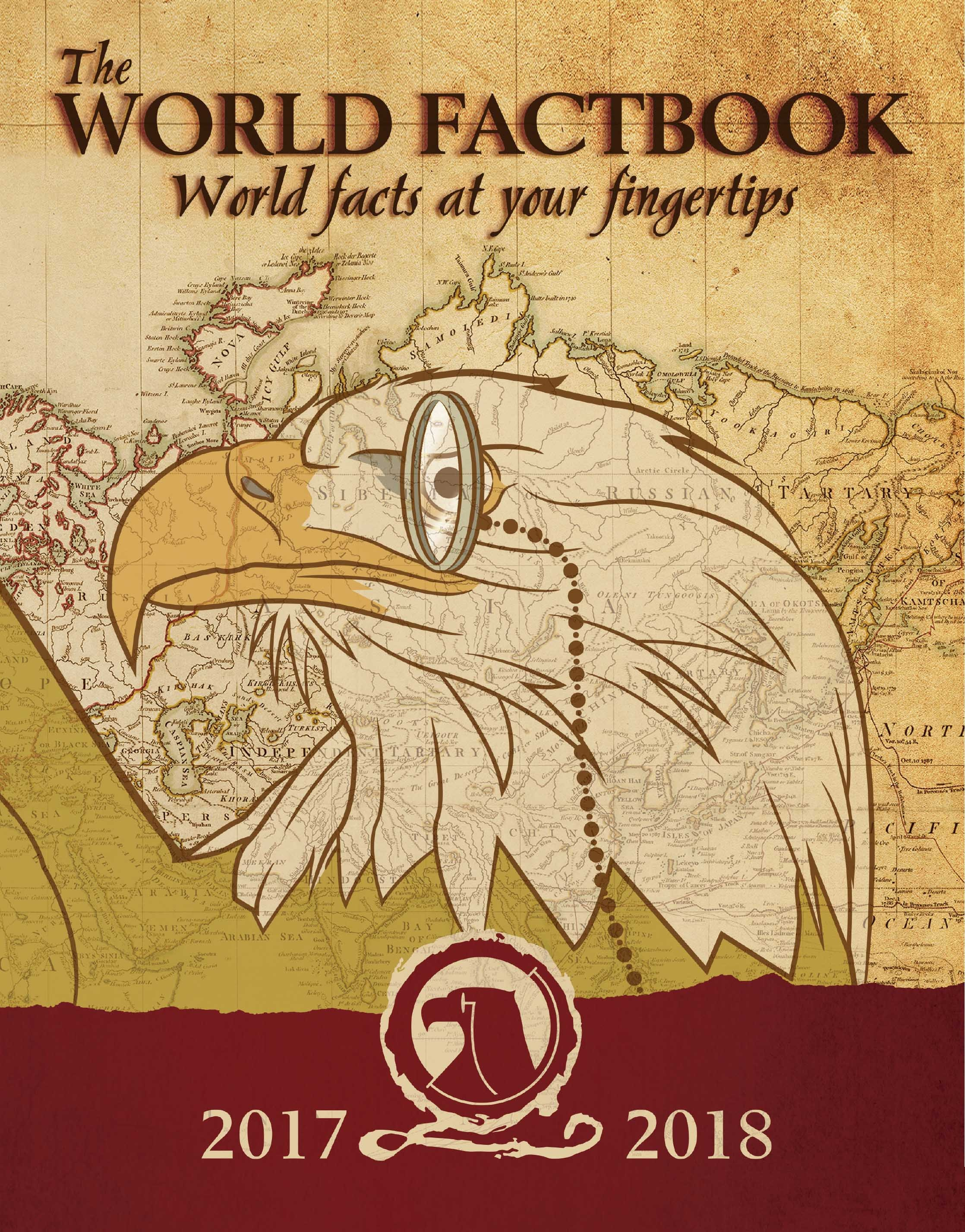
『ザ・ワールド・ファクトブック』2017年（政府版）表紙

『ザ・ワールド・ファクトブック』（英語: The World Factbook、ISSN 1553-8133 『CIAワールドファクトブック』とも呼ばれる）とは、世界各国に関する情報を年鑑形式でまとめたアメリカ合衆国中央情報局 (CIA) の年次刊行物。この書籍は、世界中のあわせて268の国家・属領・その他の地域について、人口統計・地理・通信・政治・経済・軍事の2、3ページの要約を提供している。
『ザ・ワールド・ファクトブック』は、CIAによってアメリカ合衆国連邦政府官僚の利用に供するために作成されるので、形式・体裁・範囲・内容は、官僚の要求に合うように構成されている。しかしながら、このファクトブックは、学生の論文、ウェブサイト、非政府系の出版物の原資料としてしばしば利用されている。このファクトブックは、アメリカ合衆国政府の著作物なので、アメリカ国内においてはパブリックドメインの状態にある。

## 『ザ・ワールド・ファクトブック』の情報源
CIAは、このファクトブックの調査に、次に掲げる情報源を利用している。他の公開、非公開の情報源も参考とされている。
| - 南極情報計画（米国科学財団） - 軍医学情報所（国防総省） - 国勢調査局（商務省） - 労働統計局（労働省） - 中央情報局 - 米国南極計画責任者評議会 - アメリカ国防情報局（国防総省） - エネルギー省 - 国務省 | - 魚類・野生生物局（内務省） - 海事局（運輸省） - 国家地球空間情報局（国防総省） - 海軍施設管理司令部（国防総省） - 諸島関連部（内務省） - 海軍情報局（国防総省） - アメリカ地名委員会（内務省） - 合衆国輸送司令部（国防総省） - 『Oil & Gas Journal』 |

## 著作権
このファクトブックは、アメリカ国内においてはパブリックドメインの状態にあるので、CIAの許可なしに、どのような形でも再配布や加工することは自由である。しかしながら、CIAは、このファクトブックが利用される際には、そのことが言及されることを求めている。一方、CIAの公式な紋章は、1949年のCIA法 (50 U.S.C. section 403m) の要求により、許可なしには複写できない。CIAの紋章の乱用は、民事上および刑事上の処罰を受ける可能性がある。
連邦法は、その使用がCIAによって承認、保証、認可されているという印象を与えると合理的に判断される様態での、商品、演出、勧誘あるいは商業活動と関連した、「Central Intelligence Agency」という言葉、「CIA」というイニシャル、CIAの紋章、あるいはそれらの言葉、イニシャル、紋章に関する紛らわしい模倣物の使用を禁じている。
なお、『ザ・ワールド・ファクトブック』がパブリックドメインの状態にあるのは、アメリカ合衆国著作権法が根拠であるため、アメリカ合衆国外でパブリックドメインの状態にあるか否かは、各国の著作権法の解釈に委ねられる。詳細については、パブリックドメイン、アメリカ合衆国政府の著作物参照。

## 更新の頻度と有用性
2001年以前には、『ザ・ワールド・ファクトブック』のウェブサイトは、1年ごとに更新されていた。それ以後は、ウェブ版『ファクトブック』は、2週間ごとに更新されているが、印刷版は、今も1年ごとに更新される。一般に、その年の1月1日のものとしてその時点で入手可能な情報は、毎年中頃に発行される印刷版『ファクトブック』の作成に利用される。

### 『ザ・ワールド・ファクトブック』政府版
『ザ・ワールド・ファクトブック』は、印刷物としては1975年以来、ウェブ上では1994年10月以来、一般人が利用可能である。ウェブ版は、月平均600万件の訪問を受け、ダウンロードも可能である。公式な印刷版は、合衆国政府印刷局文書監督官とアメリカ科学技術情報サービスを通じて原価で販売される。過去において、このファクトブックは、CD-ROM、マイクロフィッシュ、磁気テープ、フロッピーディスクで入手が可能であった。
ウェブ版
CIAのウェブサイトに公開されている『ザ・ワールド・ファクトブック』は、無料で閲覧することができる。更新頻度は前述のとおり月に何度か行われているため、印刷物とは異なり情報は比較的新しいのが特徴である。また1つの国・地域の特集として、主要情報を1ページのPDFファイルにまとめた One-Page Country Summaries、パスポート・ビザといった手続きから現地の緊急通報用電話番号やコンセントの規格など旅行に関する情報をまとめた World Travel Factsが用意されている。またファクトブックにも挿入されている各国の国旗やCIA作成の地図を画像ファイルとしてダウンロードが可能。年の最後に更新された版はHTMLファイルとしてまとめてダウンロードできる、アーカイブのページがある。
2021年1月4日のCIAウェブサイトのリニューアルに伴い、ウェブ版のファクトブックはそれまでの青色とベージュ色基調のデザインから白色と黒色を基調としたデザインへ変更された。またURLは cia.gov/library/publications/the-world-factbook/ から cia.gov/the-world-factbook/ へ変更され、従来のURLを用いていたページはすべてHTTP 404エラーページへリダイレクトになっている（2021年7月時点）。

### 転載
ウィキペディアを始めとする、多くのインターネットサイトが、『CIAワールドファクトブック』からの情報や画像を利用している。ワールド・アルマナックブックス、グランドリバーブックス、ポトマックブックス（以前には、ブラッシー有限会社として知られていた）といったいくつかの出版社が、それぞれ異なった紙面構成で再出版している。

## 『ザ・ワールド・ファクトブック』の項目
詳細はen:List of entities and changes in The World Factbookを参照
2007年1月現在、『ザ・ワールド・ファクトブック』は、268項目からなっている。これらの項目は、いくつかのカテゴリーに分けられる。
独立国
このカテゴリーには、一定の領土を持ち主権国家に政治的に組織されている国民としてCIAが定義する独立国が含まれる。このカテゴリーには、193項目がある。
その他
その他のカテゴリーは、独立国の一覧から区別されたその他の土地の一覧である。現在、台湾と欧州連合の2項目がある。

保護領と特殊な主権
このカテゴリーは、独立国の中で特殊な地位に置かれた土地の一覧である。それらは所属する国を用いていくつかのカテゴリーに細分される。
- オーストラリア 6項目
  - 特別地域
    - アシュモア・カルティエ諸島
    - クリスマス島
    - コーラル・シー諸島
    - ココス諸島
    - ノーフォーク島
    - ハード島とマクドナルド諸島

- 中国 2項目
  - 特別行政区
    - 香港
    - マカオ

- デンマーク 2項目
  - デンマーク王国の自治領
    - グリーンランド
    - フェロー諸島

- フランス 7項目 - 個別の統治形態についてはフランスの海外県・海外領土も参照。
  - 海外準県
    - フランス領ポリネシア
    - サン・パルテルミー島
    - サン・マルタン
    - サンピエール島・ミクロン島
    - ウォリス・フツナ

  - 特別共同体
    - ニューカレドニア

  - 属領
    - クリッパートン島

- オランダ 3項目
  - オランダ王国における「オランダ」を除く構成国
    - アルバ
    - キュラソー
    - シント・マールテン

- ニュージーランド 3項目
  - 自由連合
    - クック諸島
    - ニウエ

  - 自治領
    - トケラウ

- ノルウェー 3項目
  - 海外領土
    - ヤンマイエン島
    - スヴァールバル諸島
    - ブーべ島

- イギリス 14項目 - 個別の統治形態についてはイギリスの海外領土も参照。
  - 海外領土
    - アンギラバミューダ諸島
    - 英領インド洋地域
    - 英領ヴァージン諸島
    - ケイマン諸島
    - フォークランド諸島
    - ジブラルタル
    - モントセラト
    - ピトケアン諸島
    - セントヘレナ・アセンションおよびトリスタンダクーニャ
    - サウスジョージア・サウスサンドウィッチ諸島
    - タークス・カイコス諸島

  - 主権基地領域
    - アクロティリ
    - デケリア

- アメリカ合衆国 14項目 - 個別の統治形態についてはアメリカ合衆国の海外領土も参照
  - 海外領土
    - 米領サモア
    - ベーカー島
    - グアム
    - ハウランド島
    - ジャーヴィス島
    - ジョンストン島
    - キングマン・リーフ
    - ミッドウェー島
    - ナヴァッサ島
    - 北マリアナ諸島
    - パルミラ環礁
    - プエルトリコ
    - バージン諸島
    - ウェーク島

諸地域
このカテゴリーは、南極と紛争地のためのもので、5項目。
- 南極
- ガザ地区
- ヨルダン川西岸地区
- 西沙諸島
- 南沙諸島

その他の項目
このカテゴリーは、世界と大洋のためのもので、6項目。
- 海洋
  - 北極海
  - 大西洋
  - 太平洋
  - インド洋
  - 南洋

- 世界 - 他の記事の要約として企図。

## 奇妙な点と論争

### 政治的側面

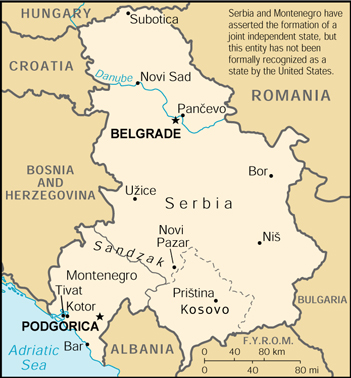
『ザ・ワールド・ファクトブック』2000年版のユーゴスラビアの地図。上部右隅に記されている注意書きに注目。なぜ両共和国の首都が地図上に別々に表示されているかが分かる。

取り扱われていない地域
クルディスタン、カシミール、コソボのような一国の特定地方あるいは国家間の紛争地域は、取り扱われていないが、スプラトリー諸島のようなその地位が争われている他の地域については記事がある。
カシミール
カシミールを描いた地図は、インド＝パキスタン国境は管理ライン（実効支配地域の境界）で描かれているが、中国によって占領されているアクサイチンは縞模様で描かれている。
北キプロス
北キプロスは、独立した見出しを与えられたり、トルコの一部として挙げられたりしていない。なぜなら、アメリカ政府によって承認されていない領土の占領あるいは併呑は、アメリカ政府の地図に現れないからである。
台湾 / 中華民国
台湾は、Tの欄には掲げられていないが、一覧の最後に独立した見出しがある。「中華民国」という名称は、「政府」の欄に台湾の「正式名称」として掲げられていない。アメリカ政府は中華人民共和国を唯一の合法的な中国政府として承認 (recognize) し、「中国は一つのみで、台湾はその一部である」という、北京の一つの中国政策を確認 (acknowledge) しているからである。「中華民国」という名称は、2005年1月27日に短時間だけ書き入れられたが、それ以来「該当なし」に戻されている。（台湾問題参照）
ビルマ / ミャンマー
アメリカ合衆国は、軍事政権によるビルマのミャンマーへの改称を承認しておらず、それ故に、この国の見出しはビルマのままである。名称の変更は、「ビルマの正統な議会で承認されていない」ので、このように取り扱われている。結果として、アメリカ政府は、ミャンマーという呼称を採用していない。
マケドニア共和国 (現:北マケドニア共和国)
マケドニア共和国は、2019年2月の北マケドニア共和国への改名までマケドニアで登録されていた。国際連合、欧州連合、NATO、欧州放送連合、国際オリンピック委員会のような国際的組織は、The Former Yugoslav Republic of Macedonia（マケドニア旧ユーゴスラビア共和国）という言葉を使い、この短縮形を使用していないにもかかわらずこのようになっている。見出しに使われているこの名前の歴史は、少しばかり複雑である。1992年版『ザ・ワールド・ファクトブック』では、この国の見出しはマケドニアで掲げられた（この時、ソビエト連邦とユーゴスラビアの解体で成立した20か国のための新しい見出しが加えられ、元の2か国は取り除かれた。）。1994年版で、見出しの名前がマケドニア旧ユーゴスラビア共和国に変えられ、次の10年間、これがこの国の名前として掲げられた。最終的には、2005年版『ザ・ワールド・ファクトブック』で、見出しの名前がマケドニアに戻された。これは、同国をマケドニア共和国と呼ぶという、2004年11月のアメリカ合衆国の決定に基づいている。
2019年2月12日にマケドニア共和国は「北マケドニア共和国」への改名を公布し、各国政府へ通知した。これを受けウェブ版『ザ・ワールド・ファクトブック』は2月14日に「北マケドニア（North Macedonia）」へ名称を変更した。
欧州連合
2004年12月16日、CIAは欧州連合の項目を加えた。CIAによれば、EU諸国がより国家的な性格を帯びてきたため、欧州連合を加えたとのことである。このことは序論の中の短い声明で説明されている。
1951年の近隣6か国間の地域経済協定から、今日のヨーロッパ大陸をおおう27か国の超国家的組織への欧州連合 (EU) の発展は、歴史上前例のない現象である。領土合併のための王朝連合は、ヨーロッパでは長らく一般的であった。時には国家レベルの連合も行われ、ポーランド・リトアニア共和国やオーストリア・ハンガリー帝国がその例である。しかし、EUのように多数の国民国家が全体に対して優越する存在に主権の一部を譲り渡すことは、まさに例のないことである。EUは、厳密な意味での連邦政府ではないが、ASEAN、NAFTAあるいはメルコスールのような自由貿易団体よりはるかに深化しており、一つの旗、国歌、建国日、通貨、また同様に他の国々との関係についての外交と安全保障の初歩的な共通政策といった独立国家と関連付けられる多くの特徴を持っている。将来、これら国家的性質の多くは、拡大されそうである。それ故、EUについての基礎情報を新しい独立した見出しとして『ザ・ワールド・ファクトブック』に加えることは、適切であると考えられている。しかしながら、EUの特殊な状態に鑑みて、この記事は普通の国家の見出しの後ろに置かれている。
アメリカ領太平洋諸島野生生物保護区とエパルス諸島
『ザ・ワールド・ファクトブック』2006年版では、ベーカー島、ハウランド島、ジャーヴィス島、キングマン・リーフ、ジョンストン島、パルミラ環礁そしてミッドウェー島の項目は、アメリカ領太平洋諸島野生生物保護区の項目に統合された。各個の島嶼の旧来の項目は、このファクトブックのウェブサイト上のリダイレクトとして残されている。2006年9月7日に、CIAは、バサス・ダ・インディア、ユローパ島、グロリオソ諸島、フアン・デ・ノヴァ島、トロメリン島についても、新たにエパルス諸島の項目に統合した。アメリカ領太平洋諸島野生生物保護区の項目と同様、5つの島の旧来の項目は、ウェブサイト上のリダイレクトとして残されている。
ユーゴスラビア / セルビア・モンテネグロ
ユーゴスラビアは、『ザ・ワールド・ファクトブック』の中で混乱した履歴をたどっている。1992年以前、ユーゴスラビア社会主義連邦共和国 (SFRY) が、『ザ・ワールド・ファクトブック』に掲載されていた。1992年に、この見出しは削除され、旧共和国それぞれに対して見出しが追加された。この時、CIAはユーゴスラビア連邦共和国 (FRY) をセルビア・モンテネグロとして掲載した。この措置は、合衆国政府による1992年5月21日の決定に従ってなされたもので、決定の内容は、直前に解体したSFRYの継続国家としてFRY（またはその他の共和国）を承認しないというものであった。合衆国政府は、FRYを国家として承認しないことも決定した。
これらの見解は、『ザ・ワールド・ファクトブック』の注意書きで明らかにされている。
セルビア・モンテネグロは、共同独立国家の形成を主張しているが、しかし、この存在は、アメリカ合衆国によって公式に国家として承認されていない。アメリカ合衆国の見解は、ユーゴスラビア社会主義連邦共和国 (SFRY) は解体し、いずれの後継共和国もSFRYの継承国家たり得ないというものである。
注意書きに加え、セルビア・モンテネグロは、右上の地図にも見られるようにデータ上は別々に扱われた。2000年10月、スロボダン・ミロシェヴィッチは、前月に実施された選挙での敗北を受けて大統領を辞任した。この出来事は、2001年版の『ザ・ワールド・ファクトブック』で、セルビア・モンテネグロがユーゴスラビアに改名されるという変化をもたらした。2002年3月14日に、FRYをセルビア・モンテネグロと呼ばれるゆるやかな国家連合に移行するという協定が調印され、2003年2月4日に発効した。この変更の翌月、『ザ・ワールド・ファクトブック』の中のユーゴスラビアという名前は変更された。
パレスチナ国（自治政府）
パレスチナ国（パレスチナ自治政府）を紹介した項目は存在せず、代わりにパレスチナ人居住地としてガザ地区（Gaza Strip）とヨルダン川西岸地区（West Bank）が存在する。統計は完全に分離しているわけではなく、一部は両地区を合計したものになっている。また両地区の「政府」の項（通常であれば国名、政府首脳などが記載される）は地区名の由来が説明されているだけで、パレスチナ政府については言及されていない。なおアメリカはパレスチナ国を国家として承認していない。
西サハラ
西サハラはアフリカ大陸西部にある地域で、1976年まではスペイン領サハラであった。スペイン撤退後、モロッコと独立を望む現地住民らが結成したポリサリオ戦線（政体名サハラ・アラブ民主共和国）が領有権を主張している。現状は沿岸部をモロッコが、内陸部をポリサリオ戦線が支配しているが、国際的には旧スペイン領サハラ全域が係争地、帰属未定地として扱われている。かつてアメリカはどちらの主権を認めておらず、ファクトブックには「西サハラ（Western Sahara）」という個別の項目が存在した。だが2020年12月10日にアメリカはモロッコの西サハラにおける主権を承認したことにより、アメリカの立場では西サハラはモロッコ領となった。
ウェブ版は2020年12月17日に西サハラの項目が更新されたことが確認できるが、2021年1月のリニューアルの際に当該項目は削除された。一方でモロッコの項目はリニューアルの際に地図を「西サハラを含めた地図」に変更したことを皮切りに、徐々に西サハラとの統合が進んでいる。この削除は『ザ・ワールド・ファクトブック』の更新履歴には記載されていない。また2020年版の『ザ・ワールド・ファクトブック』のアーカイブ（ダウンロード版）では西サハラの項目が一覧から削除されている（ただし西サハラのファイルはアーカイブに含まれており、ファイルに直接アクセスすることで閲覧は可能である）。

### 事実的側面
イギリス
1998年以前のイギリスのプロフィールには、「イギリスは1801年1月1日に独立した」という記載があった（正確には「連合王国の成立 (United Kingdom established)」という注記が行われている。この日付は、合同法によりグレートブリテン王国とアイルランド王国が合併し、グレートブリテン及びアイルランド連合王国が成立したことを示している）。簡潔に過ぎる記載がむしろ混乱を招いた例である。以後、国家の成立に関する「独立」の項目には大幅に加筆が行われており、イギリスという国の複雑な成立過程に応じた複雑な記述となっている。このファクトブックでは標準アメリカ英語を使っており、綴字法はアメリカ地名委員会やCIA自身のものに従っている。その結果、イギリスの労働党は、「Labour」ではなく「Labor」と綴られる。
韓国 / 朝鮮
2007年版の『ザ・ワールド・ファクトブック』は、「韓国は1000年間独立国家だったが、日露戦争により日本が占領した」と記述している。これに対してVANKは、CIAに抗議書簡を送り、「これは西暦1000年以前は、独立国家ではなかったという意味で、高句麗と古朝鮮の歴史を古代史から除いている」として、CIAは中国のロビー活動や広報活動を支持し、歴史歪曲を行ったと批判している。

### 地理的側面
アメリカ合衆国の地図は、アラスカのプルドーベイを含んでいるが、これがアンカレッジを除きこの州で記載されている唯一の都市である。いつも数千人の一時労働者がいる油田の町だが、2000年の国勢調査によると、この町には永住者はたった5人しかいない。

## ISBN番号
これは、『ファクトブック』の政府版とポトマックブックスの再印刷版についての国際標準図書番号 (ISBN) の一覧である。
政府版
- 2000: ISBN 0-16-061343-4
- 2001: ISBN 0-16-066404-7
- 2002: ISBN 0-16-067601-0
- 2003: ISBN 0-16-067943-5
- 2004: ISBN 0-16-073030-9
- 2005: ISBN 0-16-074941-7
- 2006: ISBN 0-16-076547-1

ポトマックブックスの再印刷版
- 2000 (1999): ISBN 157488266X
- 2001 (2000): ISBN 1574883461
- 2002 (2001): ISBN 1574884751
- 2003 (2002): ISBN 157488641X
- 2004 (2003): ISBN 1574888374
- 2005 (2004): ISBN 1574889427
- 2006 (2005): ISBN 1574889974
- 2007 (2006): ISBN 159797109X